# Кактус-Флетс (Аризона)
Кактус-Флетс (англ. Cactus Flats) — переписна місцевість (CDP) в США, в окрузі Грем штату Аризона. Населення — 1518 осіб (2010).

## Географія
Кактус-Флетс розташований за координатами 32°45′38″ пн. ш. 109°43′16″ зх. д. / 32.76056° пн. ш. 109.72111° зх. д. (32.760470, -109.721246).  За даними Бюро перепису населення США в 2010 році переписна місцевість мала площу 16,04 км², з яких 15,91 км² — суходіл та 0,13 км² — водойми.

## Демографія
Згідно з переписом 2010 року, у переписній місцевості мешкало 1518 осіб у 516 домогосподарствах у складі 375 родин. Густота населення становила 95 осіб/км².  Було 595 помешкань (37/км²).
Расовий склад населення:
| - 83,5 % — білих - 2,0 % — корінних американців - 0,9 % — чорних або афроамериканців - 0,1 % — азіатів - 9,8 % — осіб інших рас |

До двох чи більше рас належало 3,8 %. Частка іспаномовних становила 29,6 % від усіх жителів.
За віковим діапазоном населення розподілялося таким чином: 31,2 % — особи молодші 18 років, 56,9 % — особи у віці 18—64 років, 11,9 % — особи у віці 65 років та старші. Медіана віку мешканця становила 34,2 року. На 100 осіб жіночої статі у переписній місцевості припадало 97,4 чоловіків;  на 100 жінок у віці від 18 років та старших — 99,4 чоловіків також старших 18 років.
Середній дохід на одне домашнє господарство  становив 63 332 долари США (медіана — 56 897), а середній дохід на одну сім'ю — 71 652 долари (медіана — 77 368). За межею бідності перебувало 26,6 % осіб, у тому числі 51,2 % дітей у віці до 18 років та 3,3 % осіб у віці 65 років та старших.
Цивільне працевлаштоване населення становило 531 осіб. Основні галузі зайнятості: освіта, охорона здоров'я та соціальна допомога — 25,8 %, сільське господарство, лісництво, риболовля — 23,0 %, роздрібна торгівля — 22,4 %.